# نهر بول ليك الجليدي
نهر بول ليك الجليدي هو اسم الأدوار الجليدية في أمريكا الشمالية وهو جزء من التجلد الرباعي، بدأ نهر بول ليك الجليدي منذ حوالي 200.000 سنة وانتهى منذ حوالي 130.000 سنة، وكان متزامنًا مع المرحلة الإلينوية للتجلد الرباعي. هناك خلاف على هذه الأطر الزمنية، ومع ذلك، من الضروري إجراء مزيد من البحوث.
تم تحديد هذه الفترة الجليدية من قبل عالم الأرض إليوت بلاكويلدر. استمدت الفترة الجليدية اسمها من بول ليك في وايومنغ في الولايات المتحدة، حيث وُصف لأول مرة الركام الجليدي من هذه الفترة الجليدية. على الرغم من أن نهر الجليد في بحيرة بول حدثت خلال فترة العصر الجليدي في ولاية ويسكونسن (آخر تقدم رئيسي للأنهار الجليدية في أمريكا الشمالية)، البيانات الجديدة التي تم إنشاؤها ووصفها عالم الأرض جيرالد إم ريتشموند في الأربعينيات والستينيات من القرن الماضي، ترجع بدقة أكبر الفترة الجليدية إلى المرحلة الإلينوية.
كان نهر بول ليك الجليدي عبارة عن جليد محلي. لم يغطي قارة أمريكا الشمالية بأكملها بل بالأحرى المنحدرات الشرقية لجبال روكي الجنوبية. بشكل عام، امتدت من شمال غرب مونتانا جنوبًا إلى جبال سان خوان في كولورادو. يتألف نهر بول ليك الجليدي من ثلاث فترات - مبكرًا ومتوسطًا ومتأخرًا تتخللها فترات من الدفء النسبي (تراجعت خلالها الأنهار الجليدية). يعتبر نهر بول ليك الجليدي عمومًا أقل اتساعًا من الجليد السابق. ومع ذلك، يختلف مدى الأنهار الجليدية من مكان إلى آخر، تمتد في بعض المناطق أكثر من غيرها. ولا تزال ثيران بحيرة ليك غير مضطربة نسبيًا، مما يشير إلى أن الفترات الجليدية التي جاءت في وقت لاحق كانت حوالي 90% فقط واسعة مثل نهر بحيرة الثور الجليدي.
أعقب نهر بول ليك الجليدي فترة جليدية دافئة استمرت حوالي 60.000 سنة. حدث نهر بينديل الجليدي، وهو فترة جليدية محلية أخرى، بعد هذه الفترة الدافئة.